# Yaprak Erkek
Yaprak Erkek (ur. 2 września 2001 w Ankarze) – turecka siatkarka, grająca na pozycji przyjmującej.
Na Mistrzostwach Europy Kadetek w 2017 roku wraz z reprezentantkami Turcji zajęły 11. miejsce i również w tym samym roku zajęła z koleżankami z reprezentacji 4. miejsce na Mistrzostwach Świata Kadetek. W 2018 roku przegrała z reprezentacją Polski o brązowy medal Mistrzostw Europy Juniorek. Tym razem wystąpiła na Mistrzostwach Świata Juniorek (2019), gdzie była 4.

## Sukcesy klubowe
Klubowe Mistrzostwa Świata:
- 2023[3]
- 2022[4]

Liga turecka:
- 2023[5], 2024[6]
- 2025[7]

Liga Mistrzyń:
- 2023[8]